# Epidermophyton
Epidermophyton é um género de fungos causadores de micoses superficiais e cutâneas, incluindo E. floccosum, um dos fungos causadores de tinea corporis, tinea cruris, tinea pedis (pé de atleta), e  tinea unguium (onicomicose; infecção fúngica do leito da unha).